# Trojanów (województwo lubelskie)
Trojanów – wieś w Polsce położona w województwie lubelskim, w powiecie bialskim, w gminie Piszczac.
Za czasów Królestwa Kongresowego miejscowość należała do gminy Połoski.
W 1877 r. folwark z pięcioma domami, parafia Połoski.
W latach 1975–1998 miejscowość położona była w województwie bialskopodlaskim.
Wieś jest sołectwem w gminie Piszczac. Według Narodowego Spisu Powszechnego z roku 2011 wieś liczyła 141 mieszkańców.
Wierni Kościoła rzymskokatolickiego należą do parafii Ścięcia św. Jana Chrzciciela w Choroszczynce.
We wsi stoi murowana kapliczka z wizerunkiem Matki Bożej Częstochowskiej wybudowana przez miejscowych wiernych na pamiątkę roku maryjnego w 1954 roku.